# ستافورد بيرد
بولتون ستافورد بيرد سي، الحاصل على وسام القديس ميخائيل والقديس جرجس، هورجل دين تجمعي أسترالي من أصل إنجليزي ومزارع وسياسي. وُلد ستافورد في 30 يناير 1840ـ وتُوفي في 15 ديسمبر 1924.

## نبذة
وًلد بيرد في هازليريغ بنورثمبرلاند، حيث كان يعمل والده مدير المدرسة المحلية. وفي عام 1852 هاجرت الأسرة إلى أستراليا وبدأت عائلته مهنة الزراعة في كلونيس بفيكتوريا. وفي عام 1865 تم تعيين بيرد في كنيسة ويسليان الميثودية، ولكنه انتقل في عام 1867 إلى الكنيسة التجمعية ككاهن للكنيسة في بالارات. وتولى في عام 1870 مسؤولية العديد من الكنائس في منطقة أفوكا .
نصّب نفسه على الكنيسة في شارع ديفي بهوبارت في تسمانيا في عام 1874، ولكنه استقال عام 1877 بسبب اعتلال الصحة واشترى مزرعة بالقرب من جيفستون في مقاطعة هوون. قام بزراعة التفاح، الذي بدأ في تصديره إلى إنجلترا ، وبذلك أصبح رائدًا في صناعة تصدير تفاح تسمانيا. وفي أغسطس 1891، أعلن بنك أرض فان ديمن والذي كان متعاقدّا معه إفلاسه، انهار وخسر ستافورد المزرعة، وانتقل إلى مزرعة أصغر بكثير في لونفانا على جزيرة بروني .
انتُخب بيرد في عام 1882 لمجلس النواب التسماني لفرانكلين. وفي عام 1887 أصبح أمينًا للخزانة في وزارة فيليب فيش، وخدم حتى هزيمة فيش في عام 1892. ثم شغل منصب زعيم المعارضة حتى عام 1894، ثم رئيس مجلس النواب حتى ديسمبر 1896. وكان أمين الخزانة مرة أخرى في عهد السير إليوت لويس من 1899 إلى 1903. ومن 1904 إلى 1909 مثل جنوب هوبارت. وفي عام 1909 انتُخب لعضوية مجلس الشيوخ وتقاعد في عام 1923.
حصل ستفورد على وسام القديس ميخائيل والقديس جرجس في تكريمات عام 1920.

## الحواشي
1. ↑  Parliamentary library profile نسخة محفوظة 4 أبريل 2019 على موقع واي باك مشين.
2. ↑  You must specify قالب:And list when using {{London Gazette}}.